# サミュエル・P・ハンティントン
サミュエル・フィリップス・ハンティントン（Samuel Phillips Huntington、1927年4月18日 - 2008年12月24日）は、アメリカ合衆国の国際政治学者。ハーバード大学教授、会長。アメリカ民主党右派（中道派）支持者。
研究領域は政軍関係論、比較政治学、国際政治学などに及び、軍事的プロフェッショナリズム、発展途上国の民主化、冷戦後の世界秩序での文明の衝突などの研究業績を残している。リアリズム理論家の代表人物。

## 生涯
ニューヨーク市でホテル業界紙の発行者であった父親と小説家の母親との間に一人っ子として生まれた。1939年に第二次世界大戦が勃発したことを契機として国際問題への関心を深めた。18歳でイェール大学を優れた成績で卒業し、陸軍に志願する。復員してからシカゴ大学で修士号取得。ハーバード大学で政軍関係の研究に従事して博士号を取得した。1950年から1958年までハーバード大学政治学部の教員として教鞭を執った。しかし、ハーバード大学が終身在職権付与を拒絶したため、1958年からコロンビア大学政治学部准教授となり、同大学の戦争と平和研究所副所長も兼任した（1962年まで）。1963年、ハーバード大学からの終身在職権付招聘に応えてハーバードに復帰し終生在職した。1967年からジョンソン政権の国務省でベトナム戦争に関する報告書を執筆し、また大統領選でニクソンと争ったヒューバート・ハンフリー候補の選挙対策として演説原稿を執筆してもいる。カーター政権でもアメリカ国家安全保障会議に加わり、ブレジンスキーの下で勤務しており、ブレジンスキーと共に1978年に「アメリカ合衆国連邦緊急事態管理庁（FEMA）」を創設している。彼はハーバード大学での教育研究に尽力し、2008年にマサチューセッツ州の介護施設で死去した。
リアリズム（現実主義）を基調とした、保守的な思想で知られる国際政治学者である。彼はもともと近代化とそれに伴う社会変動や民主化の理論で政治理論家としての名声を築いた。しかしその名を一躍世界に広めたのはかつての教え子フランシス・フクヤマが提示した歴史の終わりに呼応する形でアメリカン・エンタープライズ公共政策研究所でのハンティントンの講義をもとに「フォーリン・アフェアーズ」誌に投稿した論文から派生した著書『文明の衝突』である。ハンティントンは、冷戦以後の世界を文明にアイデンティティを求める諸国家の対立として描いた。コソボ紛争やトルコのEU加盟などさまざまな国際的な事例を引きつつ、文明同士のブロック化が進む世界を分析した。この主張は世界各国で反響を呼び、イランのモハンマド・ハータミーの文明の対話やトルコのレジェップ・タイイップ・エルドアンがスペインのホセ・ルイス・ロドリゲス・サパテロとともに提案した文明の同盟構想に影響を与え、彼の名を世界的なものにした。なお彼は、「ホワイトハウスの政治顧問」としても活躍した経験をもち、アメリカのアイデンティティの混迷を描いた『分裂するアメリカ』などの著書もある。
しかしエマニュエル・トッドのような若手の文明研究家からは、「国家観が古い」と批判を受ける場合もある。

## 著書

### 単著
- The Soldier and the State: the Theory and Politics of Civil-military Relations, (Harvard University Press, 1957).
市川良一訳『軍人と国家（上・下）』（原書房, 1978年）
- The Common Defense: Strategic Programs in National Politics, (Columbia University Press, 1961).
- Political Order in Changing Societies, (Yale University Press, 1968; New ed., 2006).
内山秀夫訳『変革期社会の政治秩序（上・下）』（サイマル出版会, 1972年）
- American Politics: the Promise of Disharmony, (Harvard University Press, 1981).
- American Military Strategy, (Institute of International Studies, University of California, 1986).
- The Third Wave: Democratization in the Late Twentieth Century, (University of Oklahoma Press, 1991).
坪郷實・中道寿一・藪野祐三訳『第三の波――20世紀後半の民主化』（三嶺書房, 1995年）
川中豪訳『第三の波――20世紀後半の民主化』、白水社、2023年
- The Clash of Civilizations and the Remaking of World Order, (Simon & Schuster, 1996).
鈴木主税訳『文明の衝突』（集英社, 1998年 / 集英社文庫上下 , 2017年）
- 『文明の衝突と21世紀の日本』（鈴木主税訳, 集英社［集英社新書］, 2000年）
- 『引き裂かれる世界』（山本暎子訳, ダイヤモンド社, 2002年）
- Who are We?: the Challenges to America's National Identity, (Simon & Schuster, 2004).
鈴木主税訳『分断されるアメリカ――ナショナル・アイデンティティの危機』（集英社, 2004年）

### 共著
- Political Power: USA/USSR, with Zbigniew Brzezinski, (Viking Press, 1964).
- The Crisis of Democracy: Report on the Governability of Democracies to the Trilateral Commission, with Michel Crozier and Joji Watanuki, (New York University Press, 1975).
綿貫譲治監訳『民主主義の統治能力 (ガバナビリティ)』（サイマル出版会, 1976年）
- No Easy Choice: Political Participation in Developing Countries, with Joan M. Nelson, (Harvard University Press, 1976).
- Civil-military Relations, with Andrew J. Goodpaster, Gene A. Sherrill and Orville Menard, (American Enterprise Institute for Public Policy Research, 1977).

### 編著
- Changing Patterns of Military Politics, (The Free Press of Glencoe, 1962).
- The Strategic Imperative: New Policies for American Security, (Ballinger Publishers, 1982).

### 共編著
- Authoritarian Politics in Modern Society: the Dynamics of Established One-party Systems, co-edited with Clement H. Moore, (Basic Books, 1970).
- Global dilemmas, co-edited with Joseph S. Nye, Jr., (University Press of America, 1985). *Understanding Political Development: An Analytic Study, co-edited with Myron Weiner, (Little & Brown, 1987).
- Reorganizing America's Defense: Leadership in War and Pace, co-edited with Robert J. Art and Vincent Davis, (Pergamon-Brassey's, 1985).
- Culture Matters: How Values Shape Human Progress, co-edited with Lawrence E. Harrison, (Basic Books, 2000).
- Many Globalizations: Cultural Diversity in the Contemporary World, co-edited with Peter L. Berger, (Oxford University Press, 2002).